# 中国人民解放军公安边防学校
中国人民解放军公安边防学校，简称公安军边防学校，位于上海市，是曾经存在一所公安部队干部院校。

## 沿革
- 1948年，建立中国人民解放军渤海纵队时，成立了教导营，任务是为作战部队培训干部，提高部队作战能力[1][2]。
- 1949年，上海战役结束后，淞沪警备区在该教导营的基础上，在上海江湾五角场创办中国人民解放军华东军区淞沪警备部队文化干部训练团，招收青年学生，培训为淞沪警备部队的文化教员，以便为提高各级机关、部队的指挥水平及文化素质充实力量。同时，淞沪警备司令部将下属的教导营扩编为教导团，训练连排干部及老战士[1][2]。
- 1950年，中国人民解放军华东军区淞沪警备部队文化干部训练团、中国人民解放军华东军区淞沪警备司令部教导团合编。1951年2月，扩编为中国人民解放军华东军区公安部队干部学校，校址从江湾迁至江苏省青浦县城[1][2]。1951年3月，学校内部改称为中国人民解放军华东军区公安部队军政干部学校[2]。华东军区公安部队司令员郭化若兼该校校长，华东军区公安部队政治委员李世英兼该校政治委员，另外设两名副校长主持行政和教学工作。1951年3月27日，学校举行开学典礼，校长郭化若参加典礼并提出“整齐严肃、认真负责、紧张深入、民主团结”的校风要求[1][2]。学校下设3个大队[1]。
- 1952年5月，学校迁到上海大场镇马桥营房[1][2]。
- 1952年6月，正式改称为中国人民解放军华东军区公安部队军政干部学校，下设7个中队[1]。郭化若继续兼任校长，原公安第十四师政委王翀任政委[2]。
- 1953年9月，根据军委指示和公安部队党委决定，改编为中国人民解放军第三公安部队学校，隶属于华东公安部队司令部，相当于师级。校址仍在上海大场镇。主要任务是训练华东地区内卫和边防部队干部。招生地区是上海市、江苏省、浙江省、福建省、山东省、安徽省。校长胡先汉（原公安第 十六师参谋长）、政治委员李建良（原西北公安部队第二副政治委员）[2]。
- 1955年7月，更名为中国人民解放军第三公安军学校，隶属中国人民解放军公安军领导[2]。
- 1956年4月17日，公安军司令部指示第三公安军学校改建为公安军边防学校[1][2]。1956年9月13日，中华人民共和国国防部命令，改编后的学校称中国人民解放军公安边防学校，简称公安军边防学校（又称中国人民解放军第二公安军学校）。学校仍为师级，负责培训公安军边防部队连排军官[2]。
- 1958年，学校撤销[1]。

## 历任领导
| 校长 - 郭化若（1951年—1953年，华东军区公安部队干部学校、华东军区公安部队军政干部学校校长） - 胡先汉（1953年—？，第三公安部队学校校长） | 政治委员 - 李世英（1951年—1952年，华东军区公安部队干部学校政治委员） - 王翀（1952年—1953年，华东军区公安部队军政干部学校政治委员） - 李建良（1953年—1958年，第三公安部队学校、第三公安军学校、公安军边防学校政治委员） |